# 오타니 료헤이
오타니 료헤이(일본어: 大谷 亮平, 1980년 10월 1일~)는 일본의 배우이다.

## 주요 출연작

### 광고
- 던킨 도너츠[2]
- KT 와이브로[3]
- SKT 생각대로 T[4]

### 드라마
- MBC 월요드라마 《소울메이트》(2006) - 료헤이 역
- SBS 4부작 드라마 《도쿄, 여우비》(2008) - 유스케 역
- KBS 1TV 일일연속극 《집으로 가는 길》(2009) - 히로 역
- KBS 2TV TV 소설 《복희 누나》(2012) - 백태웅 역
- OCN 일요드라마 《히어로》(2012) - 이재인 역
- SBS 월화드라마 《추적자 THE CHASER》(2012) - 배기철 역
- MBC 월화드라마 《구가의 서》(2013) - 닌자 미야모토 역
- SBS 주말특별기획 《끝없는 사랑》(2014) - 마사토 역
- KBS 2TV 수목드라마 《조선 총잡이》(2014) - 가네마루 역
- MBC 월화드라마 《화정》(2015) - 이다치 역
- 후지 TV  《러브송》 제5회 (2016)
- TBS 《도망치는 건 부끄럽지만 도움이 된다》 (2016) - 카자미 료타 역
- 니혼 TV 《러브 리런》 (2018) - 사기사와 료스케 역
- NHK 《청천을 찔러라》 (2021) - 아베 마사히로 역

### 예능
- SBS 《룸메이트》
- KBS2 《우리동네 예체능》

### 영화
- 《최종병기 활》(2011) - 노가미 역
- 《명량》(2014) - 준사 역 (첫 천만영화)
- 《집에 돌아오면, 언제나 아내가 죽은 척을 하고 있다》(2018) - 사노 역
- 《용길이네 곱창집》 (2018) - 하세가와 역
- 《제니》(2018)

### 뮤직비디오
- 정엽 - Without you (2010)
- 타블로 - 나쁘다 (2011)
- G.NA - 예쁜 속옷 (2014)
- 종현 - 하루의 끝 (2015)

## 수상 내역
| 연도 | 시상식                       | 부문          | 작품                               |
| ---- | ---------------------------- | ------------- | ---------------------------------- |
| 2014 | 제7회 코리아 드라마 어워즈   | 글로벌 배우상 | 조선 총잡이                        |
| 2016 | 제6회 컨피던스 어워드 드라마 | 신인상        | 도망치는 건 부끄럽지만 도움이 된다 |
| 2018 | 제13회 서울 드라마 어워즈    | 아시아 스타상 |                                    |